# Okroeg
Okroeg (Bulgaars: окръг; Servisch en Russisch: о́круг; Oekraïens: округа, okruha; Pools: okręg) is een term waarmee de bestuurlijke onderverdeling wordt aangeduid in een aantal Slavische landen.
Het woord is net als het Duitse Kreis afgeleid van het woord "cirkel". Letterlijk betekent het "iets omcirkelen".
- In Rusland is de vertaling district voor vier verschillende niveaus van onderverdeling:
  - federale districten van Rusland als federalny okroeg (bijvoorbeeld: Centraal Federaal District)
  - autonome districten van Rusland als avtonomny okroeg (bijvoorbeeld: Autonoom District Nenetsië)
  - ruraal district als selski okroeg (bijvoorbeeld: het rurale district Dondoekovski van Adygea)
  - stadsdistrict bij Moskou, waaronder meerdere subdistricten vallen; zie Bestuurlijke indeling van Moskou
- In Servië en Montenegro wordt het bij de regio's vertaald als district en soms als county